# El Picacho, Guanajuato
El Picacho är en ort i Mexiko.   Den ligger i kommunen Tierra Blanca och delstaten Guanajuato, i den centrala delen av landet, 210 km nordväst om huvudstaden Mexico City. El Picacho ligger 1 799 meter över havet och antalet invånare är 742.
Terrängen runt El Picacho är huvudsakligen kuperad. El Picacho ligger nere i en dal. Runt El Picacho är det ganska glesbefolkat, med 34 invånare per kvadratkilometer. Närmaste större samhälle är Doctor Mora, 15,5 km nordväst om El Picacho. Trakten runt El Picacho består i huvudsak av gräsmarker.